# Ulloa (Palas de Rey)
Ulloa (llamada oficialmente San Vicente de Ulloa) es una parroquia española del municipio de Palas de Rey, en la provincia de Lugo, Galicia.

## Organización territorial
La parroquia está formada por ocho entidades de población, constando siete de ellas en el nomenclátor del Instituto Nacional de Estadística español:
- As Ferrerías
- Campomaior (Campo Maior)
- Guitar
- Ladricelo
- Penela (A Penela)
- Perrá
- San Vicente
- Vacariza (A Vacariza)

## Demografía
| Gráfica de evolución demográfica de Ulloa entre 2000 y 2020 |
|                                                             |
| Datos según el nomenclátor publicado por el INE.            |